# Август фон Лимбург-Щирум
Август фон Лимбург-Щирум или Дамиан Август Филип Карл фон Лимбург-Щирум (на немски: August von Limburg-Stirum; Damian August Philipp Karl von Limburg-Styrum; * 16 март 1721, дворец Гемен при Боркен, Мюнстерланд; † 26 февруари 1797, дворец Фройденхайн, Пасау) от фамилията на графовете на Лимбург-Щирум-Бронкхорст-Гемен-Раезфелд е княжески епископ на Шпайер (1770 – 1797).

## Биография
Той е син на кавалерийския генерал, имперски граф Ото Ернст Леополд фон Лимбург-Щирум (1688 – 1754) и съпругата му графиня Амалия Анна Елизабет фон Шьонборн (1686 – 1737), сестра на Дамиан Хуго Филип фон Шьонборн († 1743), кардинал, епископ на Шпайер (1719 – 1743) и Констанц (1740 – 1743), дъщеря на граф Мелхиор Фридрих фон Шьонборн-Буххайм (1644 – 1644), държавен министър на Курфюрство Майнц, и фрайин Мария Анна София фон Бойнебург (1652 – 1726).
На 6 декември 1729 г., на 8-годишна възраст, Август фон Лимбург-Щирум е ръкоположен. След една година на, 6 декември 1730 г., чичо му, княжеският епископ Дамиан Хуго Филип фон Шьонборн, го повишава на катедрален ицелар на Шпайер.
През 1742 г. Дамиан Август започва да следва теология в университета в Рим, но заради голямата смъртност в града, от 15 юни 1743 г. продължава следването си в университета във Вюрцбург.
На 3 ноември 1753 г. той е допуснат и заклет за суб-дякон на катедралния капител в Шпайер, след две години той става декан/дом дехант. На 25 май 1770 г. е избран за епископ и е помазан. Лимбург-Щирум настоява да се построи нова градска стена около Брухзал, но не събира средства и се отказва. Той организира на града сиропиталище, къща за бедните, болница и латинско училище. През 1778 г. той създава болница и аптека в Дайдесхайм, за което дарява 25 000 гулдена.
Понеже е в опасност от войската на френската революция, Лимбург-Щирум бяга на 1 октомври 1792 г. и се връща обратно в Брухзал на 20 април 1793 г. След три години, на 21 септември 1795 г., той отново бяга от френските войници във Фрайзинг и по-късно в Пасау.
Княжеският епископ умира на обед на 26 февруари 1797 г. в дворец Фройденхайн в Пасау и е погребан в капуцинската църква във Фройденхайн. Църквата и гробът му скоро след това за разрушени през революцията. Сърцето му е преместено още на 21 март 1797 г. в Брухзал и се намира оттогава в сребърна урна на каменен постамент в гробницата на княжеските епископи в барок-църквата „Св. Петър“.
Неговият наследник, последният княжески епископ на Шпайер, е Вилдерих фон Валдердорф.

## Деца
Дамиан Август Филип Карл фон Лимбург-Гемен-Щирум има една незаконна дъщеря от Мария Йохана Фридерика фон Талмюлер († 4 септември 1777):
- Текла Шмитц (* 30 март 1761, Кьолн; † 20 август 1827, Карлсруе), омъжена на 9 април 1783 г. във Виена за фрайхер Ернст Филип фон Зенсбург (* 1 юли 1752; † 3 юли 1832, Карлсруе)

## Галерия
- Герб на графовете фон Лимбург-Щирум
- Герб на господство Гемен